# Show Me the Meaning of Being Lonely
Show Me the Meaning of Being Lonely – utwór napisany przez Maxa Martina i Herbiego Crichlowa na trzeci studyjny album amerykańskiego zespołu Backstreet Boys Millennium. Utwór wydany został 21 grudnia 1999 jako trzeci singiel promujący tę płytę.

## Teledysk
Reżyserem teledysku jest Stuart Gosling. Wideoklip trwa 4 minuty i 20 sekund. Do wideo dołączona jest dedykacja: "Wideo to dedykowane jest (pamięci) Denniza Popa, oraz wszystkim tym, którzy stracili kogoś bliskiego" (ang. This video is dedicated to Denniz POP, and to all those who have lost a loved one).